# Ito Hirobumi
En aquest nom japonès, el cognom és Ito.
El príncep Ito Hirobumi o Hirofumi (en japonès 伊藤博文 Itō Hirobumi - 16 d'octubre de 1841- 26 d'octubre de 1909), nascut com a Hayashi Risuke i conegut també amb els noms de Hakubun i Shunsuke, fou un polític i home d'estat japonés que va exercir com a Primer Ministre del Japó. També va ser membre i lider dels genrō, un grup d'alts funcionaris que van marcar la política japonesa durant l'era Meiji (1868-1912).
Hirobumi Itō, un samurai del feu de Chōshū amb educació britànica i figura central durant la restauració Meiji, va dirigir la confecció de la primera constitució de l'Imperi del Japó. Cercant l'exemple a la legislació occidental, Itō va decidir-se pels models britànics i prussians i, en especial, per la constitució de Prússia de 1850. Itō va tractar de reafirmar i justificar l'autoritat imperial en el fet de la constitució més que en el fet religiós.
Durant la dècada del 1880, Itō va esdevindre una de les figures més poderoses del govern Meiji. L'any 1885 va ser nomenat com al primer Primer Ministre del Japó, càrrec que exerciria durant quatre mandats no continuats (fet que el fa el Primer Ministre japonés més temps al càrrec). Fins i tot després de ser cap de govern, la seua influència a la política japonesa va continuar com a assessor imperial permanent i President del Consell Privat Imperial. Com el fort monàrquic que era, Itō va afavorir una forta i poderosa burocràcia al servei exclusiu de l'Emperador, oposant-se a la creació de partits polítics. El seu tercer mandat finalitzà l'any 1898 amb la consolidació de l'oposició al voltant del Partit Constitucional (PC), fet que l'obligà a fundar el Grup Pro Govern Constitucional per tal de defensar els seus interesos. L'any 1901 va dimitir del seu quart i últim mandat com a Primer Ministre entre conflictes partidistes.
En política exterior, Itō va encapçalar una diplomàcia exterior ambiciosa. Va enfortir els lligams diplomàtics amb les potències occidentals com ara Alemanya, els Estats Units d'Amèrica i, de manera especial, amb el Regne Unit. A l'Àsia, va dirigir la primera guerra sino-japonesa i negocià la rendició de l'Imperi Xinès en unes condicions extremadament favorables al Japó en virtut del tractat de Shimonoseki, les quals incloïen l'annexió de Taiwan i la fi del vassallatge coreà a la Xina. Mentres continuava la política expansionista del Japó a l'Àsia oriental, Itō tractà d'evitar un conflicte amb l'Imperi Rus mitjançant la política del Man-Man kōkan: el reconeixement de la sobirania russa a Manxúria a canvi del reconeixement de la sobirania japonesa a Corea. No obstat això, quan Itō va fer una visita diplomàtica a Sant Petersburg el novembre de 1901, va trobar les autoritats russes en contra d'aquest plantejament. Conseqüentment, l'aleshores Primer Ministre Katsura Tarō va abandonar la política del Man-Man kōkan, el que va resultar en un increment de les tensions que finalitzaren en la guerra russo-japonesa.
Després de la victòria japonesa sobre les tropes russes, la signatura del tractat d'Eulsa el 1905 va fer d'Itō el primer Resident-General de Corea. Tot i inicialment donar suport a la sobirania de la dinastia Joseon, va acabar acceptant l'annexió total de Corea pressionat pel gran poder de l'Exèrcit Imperial Japonès. Poc després d'això, Itō va dimitir com a Resident-General de Corea l'any 1909 per a passar una altra vegada a ser President del Consell Privat Imperial. Quatre mesos després, Itō fou assassinat a Manxúria per An Jung-geun, un nacionalista coreà que estava en contra de l'annexió de Corea a l'Imperi Japonès. El procés d'annexió fou formalitzat per un altre tractat un any després de la mort d'Itō. Va ser pare polític de l'intel·lectual, polític i autor Suematsu Kenchō, home de la seua filla Ikuko.